# Klaudia Szemereyné Pataki
Klaudia Szemereyné Pataki (maďarsky Szemereyné Pataki Klaudia; * 4. března 1976, Kecskemét) je maďarská ekonomka, pedagožka, pravicová politička, bývalá poslankyně parlamentu za stranu Fidesz – Maďarská občanská unie a od června 2014 starostska města Kecskemét. V roce 2019 ji magazín Forbes zaředil na 10. místo v žebříčku nejvlivnějších žen v maďarském veřejném životě.

## Biografie
Narodila se roku 1976 ve městě Kecskemét v tehdejší Maďarské lidové republice. V roce 1998 absolvovala studium ekonomie na Kereskedelmi és Vendéglátóipari Főiskola. Následně studovala na Budapesti Gazdasági Egyetem a na Budapesti Corvinus Egyetem. V roce 2011 promovala na Univerzitě v Exeteru ve Spojeném království.

### Politická kariéra
V roce 1998 vstoupila do politiky. Mezi lety 2008 až 2014 byla místostarostkou města Kecskemét.
Dne 8. dubna 2013 se stala poslankyní Zemského sněmu za stranu Fidesz – Maďarská občanská unie, poté co rezignoval György Matolcsy.
Dne 24. června 2014 se stala starostkou města Kecskemét, poté co rezignoval předchozí starosta Gábor Zombor. V komunálních volbách na podzim 2014 byla starostkou zvolena přímou volbou, když získala 42,37% platných hlasů. V komunálních volbách na podzim 2019 byla opětovně zvolena se ziskem 50,21% hlasů. V komunálních volbách v červnu 2024 byla znovu zvolena se ziskem 41,89% odevzdaných hlasů.

## Soukromý život
Je vdaná, jejím manželem je Szabolcs Szemerey, se kterým má dvě dcery.
Vedle rodné maďarštiny hovoří také anglicky a německy.